# Listă de guvernatori ai statului Oregon, Statele Unite ale Americii
Această pagină este o listă a guvernatorilor teritoriului Oregon, respectiv ai statului Oregon. 

## Guvernatori teritoriali (1848-1859)
| # | Nume               | Partid   | Mandat    | numit de        |
| - | ------------------ | -------- | --------- | --------------- |
| 1 | Joseph Lane        | Democrat | 1848–1850 | James K. Polk   |
| 2 | Kintzing Prichette | Democrat | 1850      | Interimar       |
| 3 | John P. Gaines     | Whig     | 1850–1853 | Zachary Taylor  |
| 4 | Joseph Lane        | Democrat | 1853      | Interimar       |
| 5 | George Law Curry   | Democrat | 1853      | Interimar       |
| 6 | John W. Davis      | Democrat | 1853–1854 | Franklin Pierce |
| 7 | George Law Curry   | Democrat | 1854–1859 | Franklin Pierce |

## Guvernatori ai statului Oregon (1859 - prezent)
| #  | Nume                | Partid           | Mandat      |
| -- | ------------------- | ---------------- | ----------- |
| 1  | John Whiteaker      | Democrat         | 1859–1862   |
| 2  | A. C. Gibbs         | Republican       | 1862–1866   |
| 3  | George L. Woods     | Republican       | 1866–1870   |
| 4  | La Fayette Grover   | Democrat         | 1870–1877   |
| 5  | Stephen F. Chadwick | Democrat         | 1877–1878   |
| 6  | W. W. Thayer        | Democrat         | 1878–1882   |
| 7  | Z. F. Moody         | Republican       | 1882–1887   |
| 8  | Sylvester Pennoyer  | Democrat-Popular | 1887–1895   |
| 9  | William Paine Lord  | Republican       | 1895–1899   |
| 10 | T. T. Geer          | Republican       | 1899–1903   |
| 11 | George Chamberlain  | Democrat         | 1903–1909   |
| 12 | Frank W. Benson     | Republican       | 1909–1910   |
| 13 | Jay Bowerman        | Republican       | 1910–1911   |
| 14 | Oswald West         | Democrat         | 1911–1915   |
| 15 | James Withycombe    | Republican       | 1915–1919   |
| 16 | Ben W. Olcott       | Republican       | 1919–1923   |
| 17 | Walter M. Pierce    | Democrat         | 1923–1927   |
| 18 | I. L. Patterson     | Republican       | 1927–1929   |
| 19 | A. W. Norblad       | Republican       | 1929–1931   |
| 20 | Julius L. Meier     | Independant      | 1931–1935   |
| 21 | Charles H. Martin   | Democrat         | 1935–1939   |
| 22 | Charles A. Sprague  | Republican       | 1939–1943   |
| 23 | Earl Snell          | Republican       | 1943–1947   |
| 24 | John H. Hall        | Republican       | 1947–1949   |
| 25 | Douglas McKay       | Republican       | 1949–1952   |
| 26 | Paul L. Patterson   | Republican       | 1952–1956   |
| 27 | Elmo Smith          | Republican       | 1956–1957   |
| 28 | Robert D. Holmes    | Democrat         | 1957–1959   |
| 29 | Mark Hatfield       | Republican       | 1959–1967   |
| 30 | Tom McCall          | Republican       | 1967–1975   |
| 31 | Robert W. Straub    | Democrat         | 1975–1979   |
| 32 | Victor G. Atiyeh    | Republican       | 1979–1987   |
| 33 | Neil Goldschmidt    | Democrat         | 1987–1991   |
| 34 | Barbara Roberts     | Democrat         | 1991–1995   |
| 35 | John Kitzhaber      | Democrat         | 1995–2003   |
| 36 | Ted Kulongoski      | Democrat         | 2003–actual |